# Cercartetus lepidus
Espèce
Statut de conservation UICN

 LC  : Préoccupation mineure
Répartition géographique
Le Phalanger pygmée à queue zébrée (Cercartetus lepidus); en anglais : Tasmanian Pygmy Possum ou Little Pygmy Possum) est le plus petit des possums pygmées en Australie.

## Description
Cette espèce ne présente pas de dimorphisme sexuel en taille ou poids, l'adulte mesure entre 5 et 6,5 cm de long avec une queue de 6 à 7,5 cm de long. 
Comme tous les possums, il ressemble à une souris avec son pelage gris, som museau pointu aves ses yeux saillants, sa longue queue dénudée préhensile. En, hiver, il entre en léthargie pour diminuer sa consommation d'énergie.

## Distribution et habitat
On le croyait vivant uniquement en Tasmanie; on le trouve aussi sur le continent australien, dans le bassin de la Murray-Darling en Australie-Méridionale et dans l'État de Victoria ainsi que dans l'île de Kangaroo Island. Il habite les forêts sclérophyles ou il vit au sommet des arbres, nichant dans une cavité du tronc.

## Alimentation
Cercartetus lepidus est omnivore, il se nourrit de nectar, de pollen, d'araignées, de scorpions et de larves d'insectes. Il peut également consommer des lézards.

## Reproduction
La femelle a généralement quatre petits qu'elle garde six semaines dans sa poche marsupiale.